# علي بابا (فلم)
علي بابا فيلم مصري عرض على شبكة شبكة أوربت شوتايم ومجموعة روتانا لأول مرة في تاريخ 28 مارس 2018.

## قصة الفيلم
تدور أحداث الفيلم في إطار كوميدي حول شخص انتهازي يُدعى "علي"، يسعى إلى تحقيق مصالحه الشخصية حتى ولو كانت على حساب الآخرين، وإذا به يفاجئ بوجود ابنة له (أيتن عامر) في سن العشرينات، وتبدأ من هنا المفارقات الكوميدية التي يقع فيها.

## فريق العمل
- كريم فهمي: علي
- أيتن عامر: زعبولة (معالي)
- محمد ثروت: نبيل
- صبري فواز: شهاب
- دارين حداد: ميناج
- تامر هاشم: وليد
- احمد فتحي: زبالة
- هدى الإتربي
- منى ممدوح: ليلى البنوي
- ميرا خليل
- هيدي كرم: ماهي

بالاشتراك مع:
- بيومي فؤاد: عسكري الآداب - محمود الليثي: الطبيب المزيف - محمد الجوهري - وسام باهر- عمرو الصاوي- ندى أكرم - إيهاب بلييل - بكري خالد - فادي أبو السعود - أحمد جمال - شاين عوني - أشرف خاطر - فاتن عوض - أحسان الترك.وسام بك - أحمد الباز - محمد فايق - محمود المصري - داليا الخولي - باسل حسن - بسنت النبراوي - مايكل بيتر - ماركو - فاتن عوض - أم داليا - أدم تامر - هند علام - عباس إبراهيم - محمد صابر فريد - باسم وفيق - عماد الراهب: موسيقار - ضيف شرف

## وصلات خارجية
- مقالات تستعمل روابط فنية بلا صلة مع ويكي بيانات
- كريم فهمي يروج لعرض«علي بابا» على التليفزيون
- في أول عرض تليفزيوني.. فيلم «علي بابا» على شاشة OSN الليلة
- الليلة.. العرض الأول لفيلم «علي بابا»
- اليوم.. العرض التليفزيوني الأول لفيلم «علي بابا»
- "عرض "على بابا".. خريطة روتانا في عيد الفطر"
- اليوم.. عرض فيلم " علي بابا " لأول مرة على قناة روتانا سينما
- في هذا الموعد.. عرض فيلم "علي بابا" على قناة روتانا سينما
- «علي بابا» لأول مرة على «روتانا سينما» أول أيام عيد الفطر"